# アズィーム・ウッシャーン
アズィーム・ウッシャーン（Azim ush-Shan, 1664年12月15日 - 1712年3月18日）は、北インド、ムガル帝国の第7代皇帝バハードゥル・シャー1世の三男（ただし、上の兄が早世したため、次男としても扱われることがある）。同国第9代皇帝ファッルフシヤルの父でもある。

## 生涯

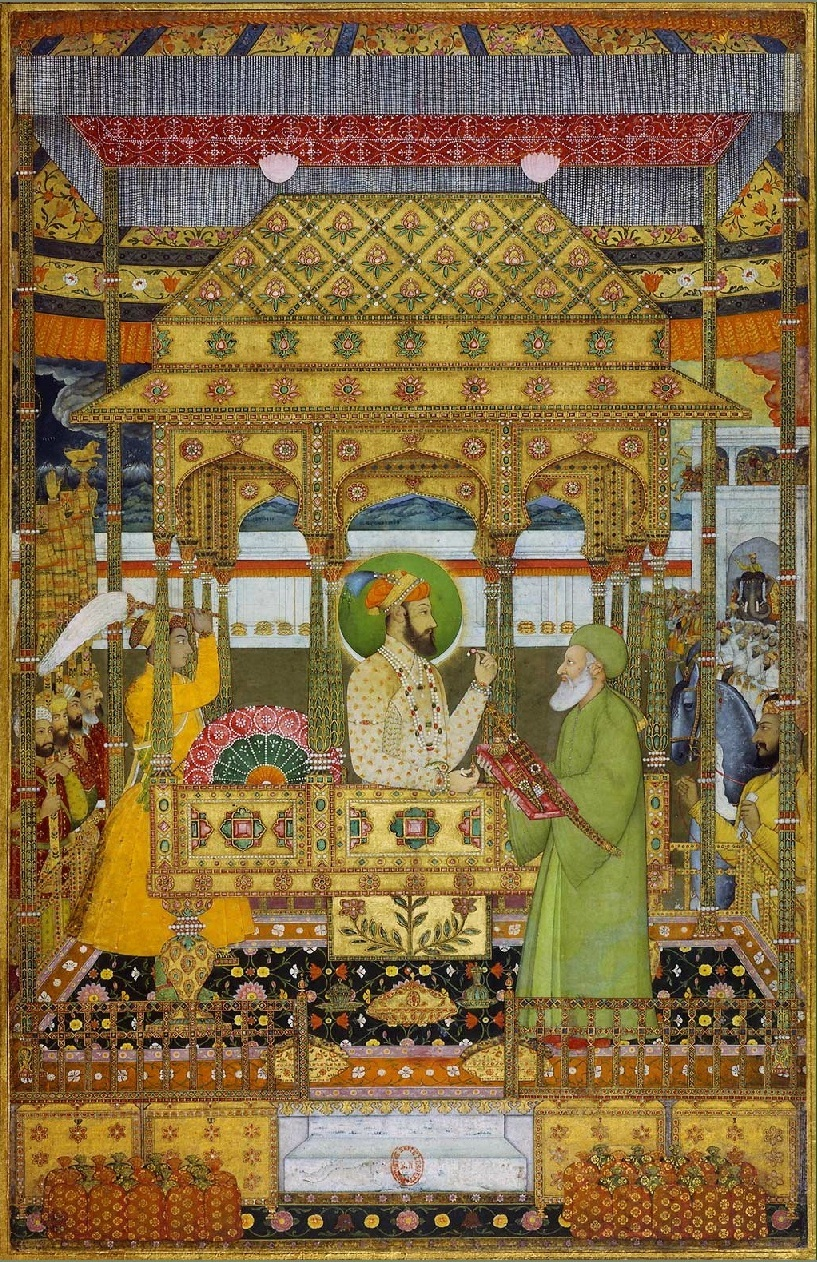
アズィーム・ウッシャーン

1664年12月15日、ムガル帝国の皇帝バハードゥル・シャー1世（まだ皇帝ではない）とその妃アムリタ・バーイーの息子として生まれた。
1687年2月21日から1695年5月9日まで、皇帝アウラングゼーブの命により父とともに監禁されていた。
1697年、アウラングゼーブによりベンガル地方における反乱鎮圧のためにベンガル太守に任命され、補佐役のムルシド・クリー・ハーンとともに任地に赴く。ベンガルに赴任する以前、ザバルダスト・ハーンが鎮圧に努力していたが、皇子が赴任すると衆の面前で侮辱するなどしたため、ザバルダスト・ハーン失意のうちにベンガルを去ってしまった。その後、再び反乱勢力がベンガル地方で回復したが、翌年に皇子は大軍を送ってこれを鎮圧した。
その後、1702年に皇子はビハール地方、オリッサ地方の太守位に任じられている。
だが、ベンガル地方における反乱の鎮圧後、皇子は祖父アウラングゼーブ、父バハードゥル・シャーの死後に起こるであろう皇位継承戦争に備えて、様々な形で不正蓄財を行った。
補佐役のムルシド・クリー・ハーンはこれに苦慮し、不正蓄財をやめさせるべくアウラングゼーブの支持を得て、1704年をベンガル州の州都をダッカからムルシダーバードへと移した。
この過程で、州の実権は皇子からアウラングゼーブの同意を得たムルシド・クリー・ハーンに移った。
1707年3月20日、父帝バハードゥル・シャーより「アズィーム・ウッシャーン」の称号を賜った。
1712年3月18日、バハードゥル・シャー1世の死後における皇位継承戦争において、他の3人の兄弟と争った。彼は他の兄弟よりも財源が豊かであり、軍の規模も大きく、帝位継承者となる可能性が高かった。だが、彼は兄ジャハーンダール・シャーに敗れ、ラーヴィー川で溺れさせられ死亡した。